# داني كاي
داني كاي (بالإنجليزية: Danny Kaye)‏ (مواليد 18 يناير 1911 - الوفاة 3 مارس 1987) ممثل ومغني وكوميدي أمريكي بدأ مسيرته الفنية عام 1933. كما أنه من الفائزين بجائزة إيمي وجائزة غولدن غلوب.

## وصلات خارجية
- داني كاي على موقع IMDb (الإنجليزية)
- داني كاي على موقع الموسوعة البريطانية (الإنجليزية)
- داني كاي على موقع روتن توميتوز (الإنجليزية)
- داني كاي على موقع مونزينجر (الألمانية)
- داني كاي على موقع ألو سيني (الفرنسية)
- داني كاي على موقع ميوزك برينز (الإنجليزية)
- داني كاي على موقع أول موفي (الإنجليزية)
- داني كاي على موقع قاعدة بيانات برودواي على الإنترنت (الإنجليزية)
- داني كاي على موقع قاعدة بيانات برودواي على الإنترنت (الإنجليزية)
- داني كاي على موقع قاعدة بيانات الأفلام السويدية (السويدية)